# Thijs Dallinga
Thijs Dallinga (Groningen, 3 augustus 2000) is een Nederlands voetballer die doorgaans als aanvaller speelt. Hij verruilde Toulouse medio 2024 voor Bologna.

## Clubcarrière

### FC Emmen
In de jeugd speelde Dallinga bij VV Siddeburen en VV Hoogezand, totdat hij in 2012 werd opgepikt door de jeugdopleiding van FC Emmen. In Emmen doorliep hij een groot deel van de jeugdopleiding, waarna hij op 27 november 2017 zijn debuut maakte in het betaald voetbal, tijdens de wedstrijd FC Emmen - MVV Maastricht (2-1) in de Eerste divisie als invaller na 83 minuten voor Cas Peters. Op maandag 9 april 2018 maakte hij zijn eerste doelpunt in het betaalde voetbal tijdens de wedstrijd van FC Emmen tegen SC Telstar (2-3). In zijn debuutseizoen wist FC Emmen via de play-offs te promoveren naar de Eredivisie, Dallinga kwam tijdens deze play-offs niet in actie.

### FC Groningen
Ondanks de promotie besloot Dallinga in zomer van 2018 de overstap te maken naar FC Groningen, alwaar hij een contract tekende voor 3 seizoenen. Bij de Groningers zou hij in eerste instantie aansluiten bij het beloftenelftal wat dat seizoen uitkwam in de Derde divisie zaterdag. Nadat bekend werd dat de club dit team vanaf het seizoen 2019/20 terugtrok uit de Derde divisie was Dallinga een van de weinigen uit het elftal die bij FC Groningen zou blijven. Vanaf dat seizoen sloot hij aan bij de eerste selectie van de club. Op zaterdag 12 december 2020 maakte Dallinga in de 74ste minuut zijn debuut voor FC Groningen in de competitiewedstrijd tegen RKC Waalwijk.

### SBV Excelsior
Dallinga besloot zijn aflopende contract met FC Groningen niet te verlengen en ging op zoek naar een andere club. In mei 2021 vertrok hij transfervrij naar Excelsior, alwaar hij een contract tekende voor twee seizoenen. Hij werd direct een vaste waarde in het elftal van Marinus Dijkhuizen. Op vrijdag 6 augustus 2021 debuteerde Dallinga in de wedstrijd Excelsior - TOP Oss (0-1). Op 13 augustus 2021 maakte hij zijn eerste doelpunt voor Excelsior tijdens de wedstrijd Roda JC Kerkrade - Excelsior (1-2). Drie weken later, op 3 september 2021, maakte Dallinga indruk met vier doelpunten tijdens de wedstrijd FC Den Bosch - Excelsior (0-5).
In de eerste negentien wedstrijden maakte hij 24 doelpunten (stand per 11 december 2021) en liep hij op schema om het doelpuntenrecord in de Keuken Kampioen Divisie te breken.

### Toulouse
In de zomer van 2022 verruilde Dallinga Excelsior voor het Franse Toulouse FC. Hij tekende er een contract voor vier seizoenen. Op 30 april 2023 scoorde Dallinga tweemaal in de finale van de Coupe de France, waarin er met 5–1 gewonnen werd van FC Nantes.

### Bologna
In juli 2024 maakte Dallinga voor 18 miljoen euro, inclusief bonussen, de overstap naar Bologna.

## Clubstatistieken
Beloften
| Seizoen | Club              | Competitie             | Competitie | Competitie |
| Seizoen | Club              | Competitie             | Wed.       | Dlp.       |
| ------- | ----------------- | ---------------------- | ---------- | ---------- |
| 2018/19 | Jong FC Groningen | Derde divisie zaterdag | 17         | 5          |
| Totaal  | Totaal            | Totaal                 | 17         | 5          |

Senioren
| Seizoen                     | Club           | Competitie     | Competitie | Competitie | Beker | Beker | Totaal | Totaal |
| Seizoen                     | Club           | Competitie     | Wed.       | Dlp.       | Wed.  | Dlp.  | Wed.   | Dlp.   |
| --------------------------- | -------------- | -------------- | ---------- | ---------- | ----- | ----- | ------ | ------ |
| 2017/18                     | FC Emmen       | Eerste divisie | 8          | 1          | 0     | 0     | 8      | 1      |
| Clubtotaal                  | Clubtotaal     | Clubtotaal     | 8          | 1          | 0     | 0     | 8      | 1      |
| 2018/19                     | FC Groningen   | Eredivisie     | 0          | 0          | 0     | 0     | 0      | 0      |
| 2019/20                     | FC Groningen   | Eredivisie     | 0          | 0          | 0     | 0     | 0      | 0      |
| 2020/21                     | FC Groningen   | Eredivisie     | 6          | 0          | 1     | 0     | 7      | 0      |
| Clubtotaal                  | Clubtotaal     | Clubtotaal     | 6          | 0          | 1     | 0     | 7      | 0      |
| 2021/22                     | SBV Excelsior  | Eerste divisie | 37         | 32         | 1     | 0     | 38     | 32     |
| Clubtotaal                  | Clubtotaal     | Clubtotaal     | 37         | 32         | 1     | 0     | 38     | 32     |
| 2022/23                     | Toulouse FC    | Ligue 1        | 36         | 12         | 6     | 6     | 42     | 18     |
| 2023/24                     | Toulouse FC    | Ligue 1        | 25         | 10         | 3     | 1     | 12     | 11     |
| Clubtotaal                  | Clubtotaal     | Clubtotaal     | 61         | 22         | 9     | 7     | 70     | 29     |
| Carrièretotaal              | Carrièretotaal | Carrièretotaal | 112        | 55         | 11    | 7     | 123    | 62     |
| Bijgewerkt op 29 maart 2024 |                |                |            |            |       |       |        |        |

## Interlandcarrière
In november 2023 werd Dallinga door bondscoach Ronald Koeman voor het eerst opgeroepen voor het Nederlands voetbalelftal, omdat Ajacieden Bergwijn en Brobbey geblesseerd waren.